# Viking, l'âme des guerriers
 (octobre 2015).
Si vous disposez d'ouvrages ou d'articles de référence ou si vous connaissez des sites web de qualité traitant du thème abordé ici, merci de compléter l'article en donnant les références utiles à sa vérifiabilité et en les liant à la section « Notes et références ».
Pour plus de détails, voir Fiche technique et Distribution.
Viking, l'âme des guerriers (Viking: The Berserkers) est un film britannique d'Antony Smith, sorti en 2014.

## Synopsis
835 en Angleterre, un groupe de jeunes Saxons est capturé par un redoutable clan de guerriers Vikings pour être utilisé comme proie dans une chasse à l'homme...

## Fiche technique
- Titre : Viking, l'âme des guerriers
- Titre original : Viking: the Berserkers
- Réalisation : Antony Smith
- Scénario : Antony Smith
- Photographie : Andrew Lewis
- Son : Ian Abraham
- Musique : Andrew Jones
- Production : Graham Davidson & Antony Smith
- Sociétés de production : Lindisfarne Films
- Société de distribution : Lindisfarne Films
- Pays :  Royaume-Uni
- Genre : aventure, action
- Durée : 1h33
- Date de sortie : 2014

## Distribution
- Sol Heras : Wade
- Amber Jean Rowan : Aldan
- Simon Armstrong : Aelle
- Douglas Russell : Skagi
- Kezia Burrows : La Völva (la Sorcière)
- Nick Cornwall : Grim
- Anthony Baines : Solveig
- Nathan Sussex : Hrok
- Jason May : Koll
- Harry Leonard Feltham : Greeg
- Lily Stanton : Leah
- Freddie Hutchings : Ingwald
- Alex Clarke : Atelic